# Silvester Belt
Silvestras Beltė (* 26. listopadu 1997 Kaunas), známý jako Silvester Belt, je litevský zpěvák a textař. Reprezentoval Litvu v televizní soutěži Eurovision Song Contest 2024 s písní „Luktelk“.

## Kariéra
V roce 2010 se zúčastnil juniorské verze Eurovize, kde s písní „Pi-pa-po“ obsadil ve finále 8. místo.
V roce 2017 zvítězil v litevské talentové show Aš – superhitas. O rok později se zúčastnil X Faktorius, litevské verze soutěže The X Factor, kde byl vyřazen ve čtvrtém týdnu.
Během ledna a února se zúčastnil litevského národního kola Eurovize, které mělo určit, kdo bude zemi reprezentovat na Eurovision Song Contest 2024 ve švédském Malmö. Dne 17. února 2024 zvítězil v národním finále s písní „Luktelk“. V prvním semifinále mezinárodní soutěže konaném 7. května postoupil do finále a v něm se 12. května umístil celkově na 14. místě.

## Soukromý život
Belt je bisexuální. Kvůli své sexuální orientaci opustil Litvu a odjel studovat do Londýna, kde absolvoval na Westminsterské univerzitě.

## Diskografie

### Singly
- 2016: „Pi-Pa-Po“
- 2017: „Noise“
- 2017: „Tave radau“
- 2020: „Enough 4 U“
- 2022: „Ar dar matai“
- 2023: „Vidury naktų“
- 2024: „Luktelk“
- 2024: „Tyliai tyliai“
- 2025: „Naktį saulėje“